# 重齿小叶碎米荠
重齿小叶碎米荠（学名：Cardamine microzyga var. duplolobata）是十字花科碎米荠属小叶碎米荠的变种。分布于中国大陆的四川等地，生长于海拔3,500米的地区，多生长在密林下，目前尚未由人工引种栽培。